# Qualificazioni al campionato europeo maschile under 21 di calcio 2019 - Gruppo 2
Questa voce contiene un dettaglio sul gruppo 2 delle qualificazioni al campionato europeo di calcio Under-21 2019.

## Classifica
| Squadra          | P.ti | G  | V | N | P | F  | S  | DR  |
| ---------------- | ---- | -- | - | - | - | -- | -- | --- |
| Spagna           | 27   | 10 | 9 | 0 | 1 | 31 | 10 | +21 |
| Irlanda del Nord | 20   | 10 | 6 | 2 | 2 | 15 | 11 | +4  |
| Slovacchia       | 18   | 10 | 6 | 0 | 4 | 17 | 18 | -1  |
| Islanda          | 11   | 10 | 3 | 2 | 5 | 16 | 19 | -3  |
| Albania          | 7    | 10 | 1 | 4 | 5 | 9  | 17 | -8  |
| Estonia          | 2    | 10 | 0 | 2 | 8 | 11 | 24 | -13 |

## Risultati
| Arbitro: | Peljto |

|              |           |                                     |
| Sappinen 50’ | Marcatori | 74’ Parkhouse 90+4’ (rig.) Donnelly |

| Elbasan 12 giugno 2017, ore 20:00 CEST | Albania | 0 – 0 referto | Estonia | Elbasan Arena\| Arbitro: \| Eskås \| |
| Arbitro:                               | Eskås   |               |         |                                      |

| Arbitro: | Rumšas |

|                       |           |  |
| Donnelly 90+5’ (rig.) | Marcatori |  |

| Arbitro: | Järvinen |

|          |           |                             |
| Poom 83’ | Marcatori | 14’ Sipľak 89’ (aut.) Mutso |

| Arbitro: | Mclaughlin |

|                             |           |                                 |
| Andrésson 45’ Einarsson 71’ | Marcatori | 45+1’, 65’ Abazaj 75’ Durmishaj |

| Arbitro: | Nyberg |

|  |           |           |
|  | Marcatori | 65’ Soler |

| Arbitro: | Umut Meler |

|           |           |  |
| Bénes 61’ | Marcatori |  |

| Arbitro: | Kominis |

|  |           |                       |
|  | Marcatori | 8’, 90+5’ Guðmundsson |

| Elbasan 10 ottobre 2017, ore 19:00 CEST | Albania | 0 – 0 referto | Islanda | Elbasan Arena\| Arbitro: \| Orel \| |
| Arbitro:                                | Orel    |               |         |                                     |

| Arbitro: | Irrati |

|           |           |                                                 |
| Vavro 59’ | Marcatori | 26’ Merino 49’ Oyarzabal 56’ Rodri 69’ Ceballos |

| Arbitro: | Reinert |

|                                                   |           |                         |
| Johnson 2’ Gorman 43’ Sykes 61’ Igonen 75’ (aut.) | Marcatori | 11’ Liivak 20’ Sappinen |

| Arbitro: | Shmuelevitz |

|            |           |  |
| Fabián 36’ | Marcatori |  |

| Arbitro: | Jović |

|              |           |            |
| Ramadani 83’ | Marcatori | 89’ Lavery |

| Arbitro: | Ulusoy |

|                            |           |                                                    |
| Sinyavkiy 45’ Lilander 51’ | Marcatori | 56’ A. Guðmundsson 74’ H. Guðmundsson 80’ Karlsson |

| Arbitro: | Pandžić |

|                                                |           |                   |
| Ceballos 38’, 55’, 61’ Córdoba 53’ Mayoral 86’ | Marcatori | 23’ (aut.) Fabián |

| Arbitro: | Frankowski |

|                                       |           |                                          |
| Donnelly 30’ (rig.), 45+2’ Lavery 68’ | Marcatori | 15’, 44’ Oyarzabal 47’, 75’, 84’ Mayoral |

| Arbitro: | Apostolov |

|                |           |                               |
| Manaj 44’, 52’ | Marcatori | 48’ Špalek 80’ Dimun 87’ Mráz |

| Newry 26 marzo 2018, ore 18:00 CEST | Irlanda del Nord | 0 – 0 referto | Islanda | The Showgrounds\| Arbitro: \| San \| |
| Arbitro:                            | San              |               |         |                                      |

| Arbitro: | Arwel Griffith |

|                                          |           |           |
| Haraslín 19’ Mráz 45+2’, 74’ Sipl'ak 70’ | Marcatori | 63’ Manaj |

| Arbitro: | Muntean |

|                            |           |               |
| Fabián 8’ Mayoral 37’, 51’ | Marcatori | 59’ Sinyavkiy |

| Arbitro: | Hasanov |

|                                                                       |           |                              |
| Karlsson 19’, 22’ Friðjónsson 45+3’ Sigurðsson 53’ A. Guðmundsson 64’ | Marcatori | 61’ (rig.) Liivak 68’ Kaldma |

| Arbitro: | Jakubik |

|                                    |           |  |
| Oyarzabal 5’ Mayoral 56’ Mir 90+2’ | Marcatori |  |

| Arbitro: | Harkam |

|                        |           |                                      |
| Guðmundsson 33’, 90+3’ | Marcatori | 58’ Bénes 90’ Vestenický 90+4’ Rodák |

| Arbitro: | Lardot |

|           |           |                       |
| Mir 90+2’ | Marcatori | 4’ Lavery 8’ Donnelly |

| Arbitro: | Maae |

|  |           |             |
|  | Marcatori | 90’ Ballard |

| Arbitro: | Pinheiro |

|  |           |         |
|  | Marcatori | 84’ Mir |

| Arbitro: | Pajac |

|                         |           |  |
| Jirka 1’ Vestenický 58’ | Marcatori |  |

| Arbitro: | Frid |

|                      |           |                 |
| Liivak 32’ Kuusk 87’ | Marcatori | 12’, 69’ Seferi |

| Arbitro: | Gaman |

|                               |           |                                                                                      |
| Þorsteinsson 41’ Karlsson 58’ | Marcatori | 24’ (rig.) Oyarzabal 25’, 40’ Mir 45+2’ Gunnarsson 54’ Soler 87’ Mayoral 90’ F. Ruiz |

| Arbitro: | Shmuelevitz |

|           |           |  |
| Skyes 62’ | Marcatori |  |